# Comuna Bîriukî, Rokîtne
Bîriukî (în ucraineană Бирюки) este o comună în raionul Rokîtne, regiunea Kiev, Ucraina, formată din satele Bîriukî (reședința) și Puhacivka.

## Demografie
Componența lingvistică a comunei Bîriukî
     Ucraineană (98,85%)
     Rusă (1,05%)
     Alte limbi (0,1%)
Conform recensământului din 2001, majoritatea populației comunei Bîriukî era vorbitoare de ucraineană (98,85%), existând în minoritate și vorbitori de rusă (1,05%).